# Hagen Boßdorf

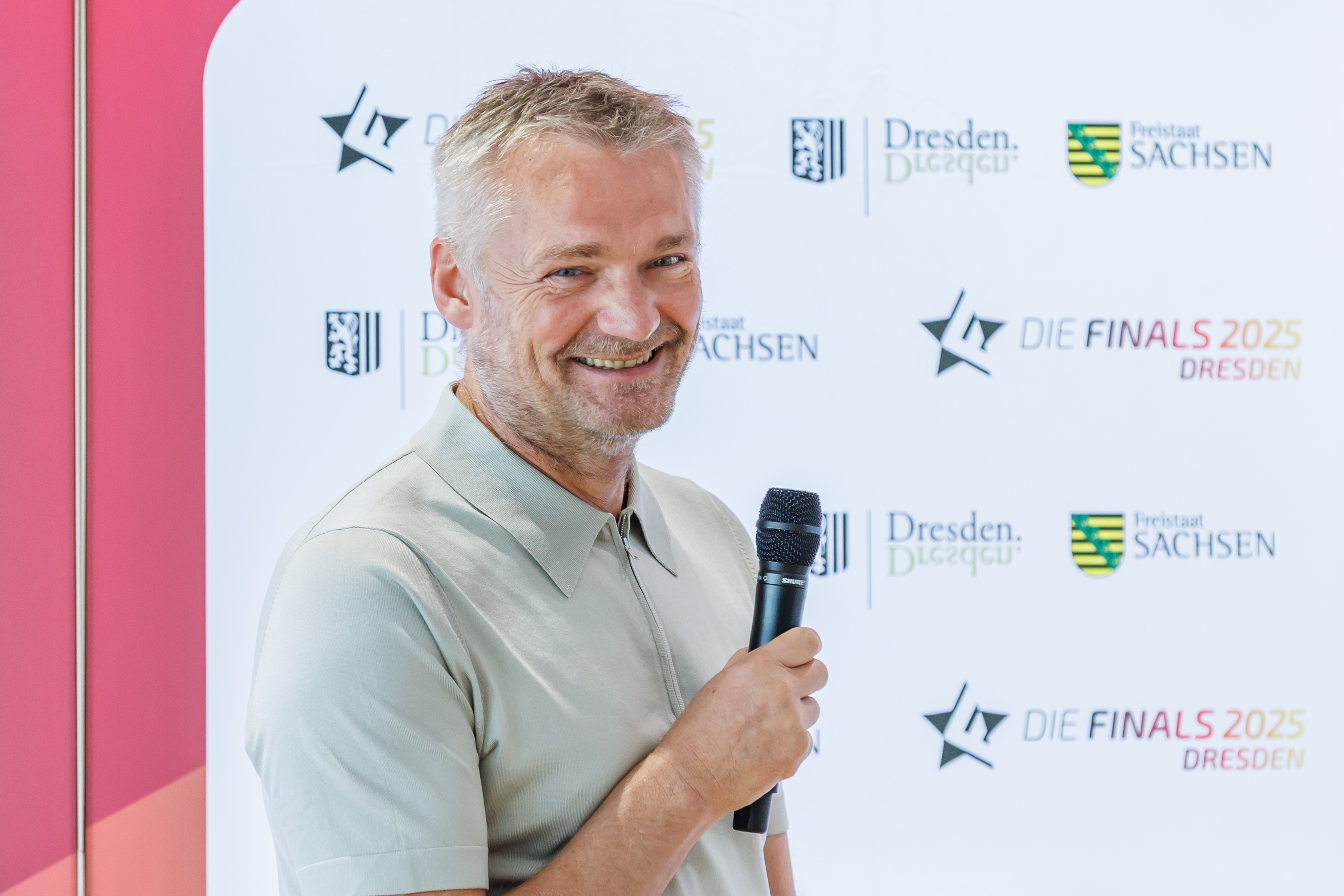
Boßdorf (2025)

Hagen Boßdorf (* 13. August 1964 in Schwedt/Oder) ist ein Berater und ehemaliger deutscher Journalist. Von 2002 bis 2007 war er ARD-Sportkoordinator.

## Werdegang
Hagen Boßdorf wuchs als Lehrerkind in Waldsieversdorf auf. Er spielte zunächst Handball und wurde in die Jugendauswahl der DDR berufen, konnte sich dort aber nicht etablieren. Er beschloss, stattdessen Sportreporter zu werden und nahm ein Studium an der Sektion Journalistik der Leipziger Karl-Marx-Universität und des Sports an der Deutschen Hochschule für Körperkultur auf. Während dieser Zeit heiratete er Jacqueline Boßdorf, mit der er einen Sohn hat. Nach dem Studienabschluss arbeitete Boßdorf als Reporter für Radio DDR und Jugendradio DT 64. Ab 1990 war er freier Mitarbeiter und Autor einer wöchentlichen Sportkolumne der taz-ddr (ost-taz). Er machte sich später selbständig und begleitete ein Jahr lang Hooligans mit der Kamera.
Noch vor dem Jahr 2005 trat Boßdorf als Autor von Dokumentationen zur deutsch-deutschen Sportgeschichte und Filmen über Sportler in Erscheinung.

## ARD-Sportkoordinator
1992 wechselte Boßdorf als Sportreporter zur ARD, wo er beim Aufbau der Sportredaktion des neu gegründeten Ostdeutschen Rundfunks Brandenburg (ORB) half. In den folgenden Jahren berichtete er von sportlichen Großereignissen wie der Tour de France, den Olympischen Spielen, der Fußball-WM und der Fußball-EM.
Nachdem Boßdorf zunächst Sportchef beim ORB war, hatte er ab dem Jahr 2000 die Position als Chefredakteur inne. 2002 wurde er ARD-Sportkoordinator. Unter seiner Federführung wurden die Übertragungsrechte für die Fußball-Bundesliga von den Privaten zurück zur ARD-Sportschau geholt.
Schwerpunkt von Boßdorfs Reportertätigkeit war seit 1997 der Radsport. Vor seiner ersten Tour de France als Berichterstatter kaufte er sich ein Rennrad und lernte Französisch.

### Kritik
Boßdorf wurde wegen seiner angeblichen Nähe zum Radsport-Team T-Mobile und zu Radsport-Star Jan Ullrich kritisiert. Er moderierte nebenbei Veranstaltungen für die Deutsche Telekom und wirkte an der Autobiographie des Telekom-Fahrers Jan Ullrich mit. Beide Tätigkeiten wurden als Verstöße gegen die journalistische Objektivität angesehen. Des Weiteren wurde Boßdorf vorgeworfen, er habe im Fernsehen mit negativen Kommentaren über das Verhalten des für das Radsport-Team CSC fahrenden Deutschen Jens Voigt, der seinen Kapitän Ivan Basso auf einer Tour-de-France-Etappe 2004 an den ausgerissenen Jan Ullrich heranfuhr, die Fans an der Strecke gegen Voigt aufgebracht.
Kritisch beäugt wurde Boßdorf auch wegen seines Verhaltens im spanischen Dopingskandal, der im Mai 2006 aufkam. Im April 2006 klagten die ARD und Hagen Boßdorf gegen den Molekularbiologen und Dopingexperten Werner Franke, weil er den Radsport als Dopingsumpf bezeichnete und die ARD als Komplizen. Nur wenige Monate später, als der Dopingskandal in Spanien in allen Medien diskutiert wurde, lobte Boßdorf Werner Franke und zeigte sich dankbar, dass man mit ihm einen Spezialisten auf dem Gebiet habe, den man befragen könne. Des Weiteren sah sich Boßdorf der Kritik seiner Kollegen des RBB gegenüber, Boßdorf habe sich journalistisch zu wenig mit der Dopingproblematik im Radsport auseinandergesetzt.
Weitere Kritik erntete Boßdorf, als er Hajo Seppelt als Schwimmkommentator absetzte. Seppelt gilt als Fachmann im Schwimmsport, aber auch im Bereich des Dopings, zu dem er des Öfteren, besonders in Bezug auf den Radsport, kritische Berichte lieferte. Zwar rechtfertigte sich Boßdorf damit, dass man Seppelt verstärkt im Gebiet der Berichterstattung zum Thema Doping einsetzen wolle, doch viele sahen den Schritt eher als Disziplinierungsmaßnahme, da Seppelt intern Kritik an der Dopingberichterstattung der ARD geübt hatte. Neben Seppelts Heimatsender RBB kritisierten auch Christa Thiel, Präsidentin des Deutschen Schwimm-Verbandes (DSV) und der sportpolitische Sprecher von Bündnis 90/Die Grünen, Winfried Hermann, die Absetzung Hajo Seppelts.
Aufgrund abwertender Äußerungen gegenüber Marianne Birthler, damaliger Bundesbeauftragten für Stasi-Unterlagen, wurde Boßdorf von der ARD abgemahnt. Wegen zunehmender Kritik war Boßdorf im Jahr 2006 nicht bei der Tour de France dabei. In der FAZ erschien eine Anzeige mit dem Text „Dieser Mann darf nicht Sportkoordinator bleiben“, die von Sportjournalisten geschaltet worden war.

### Vertragsauflösung
Trotz Kritik entschieden die ARD-Intendanten bei ihrer Hauptversammlung in Schwerin im September 2006 zunächst, den Vertrag mit Boßdorf ab Frühjahr 2007 um weitere fünf Jahre zu verlängern. Nach nicht einmal einem Monat machten die Intendanten ihren Entschluss aber rückgängig. Grund dafür sollen unerlaubte Produktplatzierungen, so genannte „Schleichwerbung“, im Vorabendprogramm der ARD gewesen sein. Auf Boßdorfs Initiative waren elf Sendungen mit einer Länge von jeweils zwei Minuten gestartet worden, die über den „Becel Deutschland Walk“, eine vom Margarinehersteller Unilever gesponserte Walkingveranstaltung, berichteten.
Bereits im Vertrag, den Boßdorf im Frühjahr 2007 hätte unterschreiben sollen, wäre auf Grund vorherigen Fehlverhaltens eine Klausel enthalten gewesen, die den Intendanten die Möglichkeit gegeben hätte, Boßdorfs Vertrag zu kündigen, sollte es wieder zu Fehlverhalten kommen.
Am 19. Februar 2007 gab die ARD bekannt, dass man sich mit Boßdorf einvernehmlich auf eine Trennung zum 31. März geeinigt habe. Einzelheiten der Vereinbarung wurden nicht bekannt.

## Spätere Tätigkeit
Von April 2007 bis 2016 arbeitete Boßdorf für den Sportrechtevermarkter Sportfive. Er ist als Dozent an der privaten Fachhochschule Munich Business School und als Berater tätig. In dieser Funktion arbeitet er für öffentlich-rechtliche Körperschaften, Sportverbände, Ligen, Unternehmen und Agenturen; beispielsweise als Gründer und Geschäftsführer der Die Finals für die Stadt Berlin, ARD und ZDF oder als Koordinator TV und Neue Medien für die International World Games Association.

## Stasi-Vorwürfe
Schon bald nach der friedlichen Revolution in der DDR wurde Boßdorf verdächtigt, mit dem Ministerium für Staatssicherheit in der DDR zusammengearbeitet zu haben. Er räumte schon im März 1993 ein, in den Jahren 1988 und 1989 Gespräche mit Stasi-Mitarbeitern geführt zu haben. 2002 wurden Karteieinträge zu Boßdorf gefunden, die aber keine Tätigkeit belegten. Boßdorf erklärte sich hierzu erneut in der Form, dass er zwar Kontakte gehabt hatte, aber nicht als IM tätig gewesen war. Weitere Verdachtsmomente ergaben sich Ende 2005, als die Birthler-Behörde Akten auffand, nach denen Boßdorf Ende der 1980er Jahre von der Stasi als Inoffizieller Mitarbeiter (IM) „Florian Werfer“ geführt worden sei. Er habe regelmäßigen Kontakt zu Stasi-Offizieren gehabt, diese in einer konspirativen Wohnung getroffen und habe für die Auslandsspionageabteilung der Stasi, die Hauptverwaltung Aufklärung (HVA), seine Kontakte zu Studenten in Göttingen genutzt. Daraufhin entschied der Verwaltungsrat des NDR im Dezember 2005, ihn nicht als Nachfolger von Gerhard Delling zum Sportchef des Senders zu berufen. Im April 2007 wurde in der BStU-Außenstelle Leipzig die Akte (Stasi-Registriernummer XV 6129/88) Boßdorfs aufgefunden. 120 der insgesamt 190 Seiten wurden freigegeben, laut denen er im Auftrag der Stasi Kontakte zu zwei Göttinger Studentinnen gehabt haben soll, die im Mai 1989 Leipzig besuchten. Weiterhin soll Boßdorf 1500 Forint für einen Auftrag erhalten haben.
Boßdorf selbst räumt die Kontakte mit der Stasi wiederholt ein, wehrt sich jedoch gegen die Darstellung, er sei IM gewesen. Er habe nie eine Verpflichtungserklärung unterschrieben. Treffen seien in Cafés und einer Wohnung erfolgt. Dass es sich bei der Wohnung um eine konspirative Wohnung gehandelt habe, sei ihm nicht bekannt gewesen. Die persönlichen Kontakte mit Göttinger Studentinnen seien im Rahmen eines größeren Studententreffens zustande gekommen, auf kurze Zeit beschränkt gewesen und seien nicht auf Veranlassung der Stasi entstanden. Er habe in diesem Zusammenhang nicht spioniert. Die Stasi habe keine Informationen von ihm erhalten, sondern die gesandten Briefe abgefangen und einen Artikel, den Boßdorf in einer Göttinger Studentenzeitung geschrieben hatte, selbst beschafft. Die Annahme von Geld für eine Reise nach Budapest räumte er ein, aber es habe sich lediglich um den Gegenwert von 150 DDR-Mark gehandelt (der Durchschnittsstundenverdienst in der DDR betrug Ende der 1980er Jahre weniger als 4,50 Mark).
Die Vorwürfe wurden auch juristisch aufgearbeitet. Das Hamburger Landgericht lehnte im Frühjahr 2006 ab, gegen die von Hubertus Knabe, dem Leiter der Gedenkstätte Berlin-Hohenschönhausen, gemachte Behauptung einer engen Zusammenarbeit Boßdorfs mit der Stasi eine einstweilige Anordnung zu erlassen. Knabe stellte im April 2006 Strafanzeige gegen Boßdorf und einen ehemaligen Stasi-Offizier, da diese angeblich falsche Aussagen zu der Übergabe von Privatpost an die Stasi gemacht hatten. Knabe unterlag Boßdorf im Mai 2006 vor Gericht. Ihm wurde untersagt, die Behauptung weiter zu verbreiten, Boßdorf habe Privatpost an die Stasi übergeben. Das von Boßdorf per einstweiliger Verfügung gegen die Zeitung Die Welt erwirkte Verbot, ihn als „Stasi-IM“ zu bezeichnen, hob das Berliner Landgericht im Juni 2006 wieder auf. Das Gericht betonte jedoch, dass es sich nicht um eine allgemeingültige Entscheidung darüber handele, ob man Boßdorf als Stasi-IM bezeichnen dürfe oder nicht, da über die Frage der IM-Tätigkeit in dem Verfahren nicht befunden wurde. In dem konkret beanstandeten Bericht überwogen laut dem Gericht die subjektiven Aussagen, so dass er als Kommentar gewertet werden könne, wodurch die Bezeichnung Boßdorfs als Stasi-IM in diesem Fall eine zulässige Meinungsäußerung sei. Im März 2008 erhob die Staatsanwaltschaft Anklage vor dem Hamburger Amtsgericht wegen einer angeblichen falschen eidesstattlichen Versicherung. Die Anklage wurde zugelassen und im Januar 2009 das Hauptverfahren eröffnet. Der Prozess wurde mit Zustimmung der Anklage im Oktober 2009 gegen Zahlung einer Geldbuße von 10.000 Euro eingestellt. Hiermit ist jedoch gemäß §153a der Strafprozessordnung kein Schuldeingeständnis verbunden. Die Unschuldsvermutung gegenüber Boßdorf bleibt bestehen.